# Close (pel·lícula de 2022)
Close és una pel·lícula dramàtica del 2022, coproducció belga-neerlandesa-francesa dirigida per Lukas Dhont, amb guió de Dhont i Angelo Tijssens, la segona col·laboració després de la seva òpera prima Girl del 2018.
El repartiment compta amb Eden Dambrine, Gustav de Waele, Émilie Dequenne i Léa Drucker.
Va guanyar el Gran Premi del Jurat a la secció oficial del Festival de Canes 2022, amb nominació a la Palma d'Or i a la Queer Palm. Ha estat doblada i subtitulada al català.
Nominada com a Millor Pel·lícula en llengua no anglesa en la 95a edició dels Premis Oscar.

## Argument
Léo (Eden Dambrine) i Rémi (Gustav De Waele) són nois de 13 anys, inseparables. Sempre han estat amics i ho fan tot junts. Viuen l'amistat amb gran intensitat. Però la relació que sembla tan forta es veurà sacsejada a mesura que els nens arribin a l'adolescència, per la pressió imposada per la mirada dels que els envolten. De fet, els comentaris dels altres posen a prova l'estreta relació de Léo i Rémi i en aquest camí de la infància a l'edat adulta, els joves viuran una situació que no podran gestionar. Després d'això, res tornarà a ser el mateix. Aleshores, Léo s'acosta a Sophie (Émilie Dequenne), la mare de Rémi, per intentar entendre-ho.

## Repartiment
- Eden Dambrine : Léo
- Gustav De Waele : Rémi
- Émilie Dequenne : Sophie
- Léa Drucker : Nathalie
- Igor Van Dessel : Charlie
- Kevin Janssens : Peter
- Marc Weiss : Yves
- Léon Bataille : Baptiste

## Al voltant de la pel·lícula
El director belga Lukas Dhont va debutar l'any 2018 al Festival de Canes, amb Girl, el seu primer llargmetratge seleccionat a la secció Un certain regard, amb la història d'un nen que vol canviar de sexe i convertir-se en un ballarí estrella, un llarg calvari que escalarà amb l'ajuda atenta i amorosa del seu pare.
Amb Close el realitzador continua la seva exploració del final de la infància com un procés de transformació i vacil·lació a través d'una història d'amistat entre dos adolescents Rémi (Gustav De Waele) i Léo (Eden Dambrine). Segons Dhont la pel·lícula diu moltes coses però amb poques paraules, el discurs passa per les mirades i els silencis, es va inspirar molt per la dansa, era el llenguatge amb el què volia llançar-se al cinema, el llenguatge corporal.

## Recepció

### Crítica
A l'agregador en línia de ressenyes de pel·lícules Rotten Tomatoes, Close obté una valoració positiva del 91% dels crítics sobre un total de 56 revisions, amb una valoració mitjana de 8,30/10. Per la seva part, l'audiència li dona un 3,8/5, amb una valoració positiva del 75%.
Per la crítica de Fotogramas, Eulàlia Iglesias, Lukas Dhont torna a plasmar una experiència queer adolescent amb una innegable hipersensibilitat, però també amb el mateix gust per portar el conflicte dramàtic a una situació extrema que arrenqui llàgrimes a l'audiència. La primera part de la pel·lícula retrata l'amistat entre els dos nois protagonistes, Léo i Rémi, en una connexió intensa i única. En la segona meitat, el film passa a ser un drama al voltant del dol de Léo després de la seva ruptura amb Rémi. Dhont recorre a les el·lipsis i manté el seu habitual to naturalista i empàtic, però resulta un punt incòmode que el director acabi reduint-lo a buscar potenciar el calvari del noi per impactar en els espectadors.